# Shaila millum Garðarnar
Shaila millum Garðarnar (1984. június 20. –) feröeri úszónő, a Suðuroyar Svimjifelag (Susvim) versenyzője.

## Pályafutása
A 2005-ös Szigetjátékokon a 4 × 50 m-es gyorsváltó tagjaként aranyérmes lett, valamint váltóban egyéniben még három bronzérmet szerzett. 2007-ben Rodoszon három váltóarany mellett egy ezüst és két bronz volt a mérlege. A 2009-es Szigetjátékokon egyéniben és váltóban összesen hét számban indult, ebből hat arany- és egy bronzérmet szerzett.
Feröeri színekben indult a 2008-as rövid pályás úszó-Európa-bajnokságon, Fiumében is.
Részt vett a 2009-es világbajnokságon Rómában, ahol ugyan nem jutott túl a selejtezőkön, de 100 m gyorson, valamint 50 m és 100 m pillangón is feröeri csúcsot úszott.